# Datowanie metodą stratygraficzną
Datowanie metodą stratygraficzną – metoda datowania względnego opierająca się na prawie superpozycji, które mówi o tym, że warstwa spoczywająca niżej musi być starsza od warstwy spoczywającej wyżej, przez co analogicznie można rozumieć, iż zabytki znalezione w niższej warstwie są starsze od tych znalezionych w warstwie wyższej. Należy też wziąć pod uwagę, że bardzo często układ warstw jest zaburzony poprzez późniejszą działalność człowieka oraz procesy erozyjne.